# Ctenoplusia seyrigi
Ctenoplusia seyrigi là một loài bướm đêm trong họ Noctuidae.